# Чорний лицар (Сер Персі)
Чорний лицар, Сер Персі зі Скандії (англ. Black Knight, Sir Percy of Scandia) — середньовічний супергерой часів Короля Артура з коміксів американського видавництва Marvel Comics. Перший персонаж під псевдонімом Чорний лицар (англ. Black Knight).

## В інших медіа

### Телебачення
Сер Персі з'явився у мультсеріалі Людина-павук та його дивовижні друзі (англ. Spider-Man and His Amazing Friends) у серії «Лицарі та демони» (англ. «Knights & Demons»). Цього персонажа озвучив Vic Perrin. 
Дейн Вітман також міг з'явитись, але було прийняте рішення відмовитись від цієї появи.

### Ігри
Сер Персі з'явився в грі Lego Marvel Super Heroes 2.